# خونریزی پس از آمیزش جنسی
خونریزی پس از آمیزش جنسی یا خونریزی پس از مقاربت (انگلیسی: Postcoital bleeding) به وقوع خونریزی پس از آمیزش جنسی گفته می‌شود که ممکن است با درد یا بدون درد باشد. خونریزی ممکن است از رحم، دهانه رحم، واژن و سایر بافت‌ها یا اندام‌های واقع در نزدیکی واژن باشد. خونریزی پس از مقاربت می‌تواند یکی از اولین نشانه‌های سرطان دهانه رحم باشد. دلایل دیگری هم برای خونریزی واژینال پس از مقاربت وجود دارد. برخی از افراد پس از آمیزش برای اولین بار، خونریزی می‌کنند اما این مسئله در همهٔ افراد دیده نمی‌شود. پرده بکارت اگر کشیده و پاره شود ممکن است خونریزی کند زیرا بافت نازکی دارد. فعالیت‌های دیگری مانند ورزش و استفاده از تامپون ممکن است بر واژن تأثیر بگذارند. خونریزی پس از مقاربت ممکن است بدون درمان متوقف شود. در برخی موارد، این خونریزی‌ها ممکن است شبیه بی‌نظمی‌های قاعدگی باشد. خونریزی پس از مقاربت ممکن است در طول بارداری نیز رخ دهد. وجود پولیپ دهانهٔ رحم ممکن است منجر به خونریزی پس از مقاربت در دوران بارداری شود، زیرا بافت پولیپ به‌راحتی آسیب می‌بیند. خونریزی پس از مقاربت می‌تواند به دلیل ضربه‌های وارده پس از آمیزش جنسی توافقی یا بدون رضایت باشد.
تشخیص علت خونریزی با گرفتن شرح حال پزشکی و ارزیابی علائم امکان‌پذیر است. درمان همیشه ضروری نیست.

## دلایل
خونریزی واژینال بعد از رابطه جنسی ممکن است با یکی از علائم زیر همراه باشد:
- بیماری التهابی لگن[۱۰]
- بیرون‌زدگی احشا لگنی
- بیماری های رحم[۱۱]
- عفونت کلامیدیا و سایر بیماری‌های آمیزشی[۱۰][۱۲][۱۳]
- واژینیت آتروفیک[۱۰]
- زایمان
- عدم خیس‌شدگی کافی واژن[۲]
- پولیپ‌های خوش‌خیم
- زخم دهانه رحم (التهاب دهانه رحم)[۱۰][۲]
- سرطان واژن[۱۰]
- ناهنجاری آناتومیک رحم، واژن یا هر دو[۱۱]
- بارداری
- پولیپ آندومتر
- هیپرپلازی آندومتر
- سرطان مخاط رحم
- لیومیوم
- عفونت گردن رحم
- دیس‌پلازی دهانه رحم
- آندومتریوز
- ناهنجاری‌های انعقاد خون
- جراحت و ضربه[۲]

خونریزی ناشی از هموروئید و ضایعات فرج را می‌توان با خونریزی پس از مقاربت اشتباه گرفت. خونریزی پس از مقاربت می‌تواند همراه با ترشح، خارش یا تحریک باشد. این نشانه‌ها ممکن است ناشی از به دلیل تریکوموناس یا کاندیدیاز باشد. کمبود استروژن می‌تواند بافت واژن را نازک‌تر و مستعد خونریزی کند. برخی معتقدند که قرص‌های ضدبارداری خوراکی ممکن است باعث خونریزی پس از مقاربت شوند.
عوامل خطر برای ایجاد خونریزی پس از مقاربت عبارتند از: سطوح پایین هورمون استروژن، تجاوز جنسی و «سکس خشن».

## تشخیص و درمان
آزمایش‌ها و معاینه دقیق برای تعیین علت خونریزی لازم است:
- آزمایش حاملگی
- معاینه لگن[۱۰]
- آزمایش پاپ اسمیر
- کولپوسکوپی واژن و دهانه رحم
- سونوگرافی
- عکس برداری رنگی از رحم
- کشت باکتری‌ها[۱۱]
- بیوپسی بافتی[۲]

گاهی ارجاع بیمار به یک متخصص لازم است. تصویربرداری همیشه ضروری نیست. کرایوتراپی قابل انجام است اما توصیه نمی‌شود.

## همه‌گیرشناسی
خونریزی پس از مقاربت به‌ندرت به دلیل سرطان در زنان جوان است و پیش‌بینی می‌شود که بروز آن به دلیل واکسیناسیون گسترده علیه ویروس پاپیلوم انسانی کاهش یابد. خونریزی پس از مقاربت بیشتر در زنان در ایالات متحده مورد مطالعه قرار گرفته‌است. در یک مطالعه بزرگ تایوانی، بروز کلی خونریزی پس از مقاربت ۳۹ تا ۵۹ مورد هر ۱۰۰٬۰۰۰ زن بود. افرادی که خونریزی پس از مقاربت داشتند، بیشتر در معرض خطر ابتلا به دیسپلازی دهانه رحم و سرطان دهانه رحم بودند. دلایل خوش‌خیم خونریزی شامل زخم دهانه رحم، اکتروپیون و عفونت واژن است. سایر عوامل مرتبط عبارتند از: وجود لوکوپلاکی دهانه رحم، آی‌یودی، پولیپ گردن رحم، عفونت گردن رحم (یائسگی، دردآمیزش و درد واژن). در اسکاتلند تقریباً از هر ۶۰۰ زن ۲۰ تا ۲۴ ساله، ۱ نفر خونریزی غیرقابل توضیح را تجربه می‌کنند. مطالعه‌ای روی زنان آفریقایی نشان داد که آسیب‌های ناشی از رابطه جنسی توافقی یکی از دلایل خونریزی پس از مقاربت در زنان جوان است.

## در جامعه و فرهنگ
ترمیم پرده بکارت یک روش بحث برانگیز برای ترمیم پرده بکارت آسیب‌دیده با جراحی و در نتیجه بازیابی ظاهری باکرگی است.

«از دیدگاه اخلاق غربی، امکان احتمالی نجات جان یک فرد با این روش جراحی را در مقابل نقش جراح در کمک مستقیم به فریبکاری و ترویج غیرمستقیم شیوه‌های فرهنگی نابرابری جنسی می‌سنجند. از نقطه نظر اخلاق زیستی اسلامی، حقوقدانان دو دیدگاه دارند. نظر اول این است که جراحی همیشه غیرمجاز است. دوم این که اگرچه جراحی به‌طور کلی غیرمجاز است، اما زمانی می‌تواند قانونی شود که خطرات عدم خونریزی شب زفاف به اندازه کافی زیاد باشد.»